# Prima tournée dei Dire Straits
La prima tournée dei Dire Straits, sprovvista di una denominazione e di un programma ufficiale, ebbe luogo dal 9 giugno 1978 al 18 novembre 1978.
Il tour contribuì al successo dell'album d'esordio del gruppo.

## Formazione

### Dire Straits
- Mark Knopfler – voce e chitarra
- David Knopfler – chitarra e cori
- John Illsley – basso e cori
- Pick Withers – batteria

## Concerti
|                                      | Data                            | Città                           | Paese                           | Impianto                                 | Scaletta                        |
| Prima tappa: giugno-luglio 1978      | Prima tappa: giugno-luglio 1978 | Prima tappa: giugno-luglio 1978 | Prima tappa: giugno-luglio 1978 | Prima tappa: giugno-luglio 1978          | Prima tappa: giugno-luglio 1978 |
| ------------------------------------ | ------------------------------- | ------------------------------- | ------------------------------- | ---------------------------------------- | ------------------------------- |
| 1                                    | 9 giugno 1978                   | Wolverhampton                   | Regno Unito                     | Lafayette Club (600 posti)               |                                 |
| 2                                    | 10 giugno 1978                  | Dudley                          | Regno Unito                     | JB's Dudley (1000 posti)                 |                                 |
| 3                                    | 13 giugno 1978                  | Sheffield                       | Regno Unito                     | University of Sheffield                  |                                 |
| 4                                    | 14 giugno 1978                  | Huddersfield                    | Regno Unito                     | University of Huddersfield               |                                 |
| 5                                    | 15 giugno 1978                  | Leicester                       | Regno Unito                     | University of Leicester                  |                                 |
| 6                                    | 16 giugno 1978                  | Kirklevington                   | Regno Unito                     | Country Club (375 posti)                 |                                 |
| 7                                    | 17 giugno 1978                  | Middlesbrough                   | Regno Unito                     | Rock Garden                              |                                 |
| 8                                    | 18 giugno 1978                  | Leeds                           | Regno Unito                     | Fforde Green Hotel                       |                                 |
| 9                                    | 20 giugno 1978                  | Edimburgo                       | Regno Unito                     | Tiffany's                                |                                 |
| 10                                   | 21 giugno 1978                  | Dundee                          | Regno Unito                     | Technical College                        |                                 |
| 11                                   | 23 giugno 1978                  | Burton upon Trent               | Regno Unito                     | 76 Club                                  |                                 |
| 12                                   | 24 giugno 1978                  | Nottingham                      | Regno Unito                     | Boat Hall                                |                                 |
| 13                                   | 25 giugno 1978                  | Newbridge                       | Regno Unito                     | Workingman's Institute and Memorial Hall |                                 |
| 14                                   | 27 giugno 1978                  | Manchester                      | Regno Unito                     | Rafters (1000 posti)                     |                                 |
| 15                                   | 28 giugno 1978                  | Lowestoft                       | Regno Unito                     | Talk of the East                         |                                 |
| 16                                   | 29 giugno 1978                  | Bristol                         | Regno Unito                     | Granary                                  |                                 |
| 17                                   | 30 giugno 1978                  | Plymouth                        | Regno Unito                     | Metro Club                               |                                 |
| 18                                   | 1º luglio 1978                  | Oxford                          | Regno Unito                     | Oxford Brookes University                |                                 |
| 19                                   | 2 luglio 1978                   | Londra                          | Regno Unito                     | Albany Theatre (600 posti)               |                                 |
| 20                                   | 4 luglio 1978                   | Birmingham                      | Regno Unito                     | Barbarella's                             | Scaletta 1                      |
| 21                                   | 5 luglio 1978                   | Londra                          | Regno Unito                     | Marquee Club                             |                                 |
| 22                                   | 6 luglio 1978                   | Londra                          | Regno Unito                     | Marquee Club                             |                                 |
| 23                                   | 8 luglio 1978                   | St Albans                       | Regno Unito                     | Alban Arena                              |                                 |
| 24                                   | 9 luglio 1978                   | Birmingham                      | Regno Unito                     | ATV                                      |                                 |
| 25                                   | 19 luglio 1978                  | Londra                          | Regno Unito                     | Paris Theatre                            |                                 |
| Seconda tappa: ottobre-novembre 1978 |                                 |                                 |                                 |                                          |                                 |
| 26                                   | 11 ottobre 1978                 | Herenthout                      | Belgio                          | Zaal Lux                                 |                                 |
| 27                                   | 12 ottobre 1978                 | Malines                         | Belgio                          | Stadschouwburg                           |                                 |
| 28                                   | 13 ottobre 1978                 | Berengen                        | Belgio                          | Casino                                   |                                 |
| 29                                   | 14 ottobre 1978                 | Parigi                          | Francia                         | Empire                                   |                                 |
| 30                                   | 15 ottobre 1978                 | Zedelgen                        | Belgio                          | Grone Maarsen                            |                                 |
| 31                                   | 16 ottobre 1978                 | Lovanio                         | Belgio                          | Università                               |                                 |
| 32                                   | 18 ottobre 1978                 | Groninga                        | Paesi Bassi                     | Huize Maas                               |                                 |
| 33                                   | 19 ottobre 1978                 | Rotterdam                       | Paesi Bassi                     | Stadschouwburg                           | Scaletta 2                      |
| 34                                   | 20 ottobre 1978                 | Eindhoven                       | Paesi Bassi                     | Stadschouwburg                           |                                 |
| 35                                   | 21 ottobre 1978                 | Nimega                          | Paesi Bassi                     | Vereeniging                              |                                 |
| 36                                   | 22 ottobre 1978                 | Sittart                         | Paesi Bassi                     | Stadschouwburg                           |                                 |
| 37                                   | 23 ottobre 1978                 | Amsterdam                       | Paesi Bassi                     | Paradiso                                 |                                 |
| 38                                   | 25 ottobre 1978                 | Bruxelles                       | Belgio                          | Bursschouwburg                           |                                 |
| 39                                   | 28 ottobre 1978                 | Amburgo                         | Germania Ovest                  | Musikhalle                               | Scaletta 3                      |
| 40                                   | 29 ottobre 1978                 | Berlino                         | Germania Ovest                  | Neue Welt                                |                                 |
| 41                                   | 1º novembre 1978                | Bradford                        | Regno Unito                     | University of Bradford                   |                                 |
| 42                                   | 2 novembre 1978                 | Nottingham                      | Regno Unito                     | Nottingham Polytechnic                   |                                 |
| 43                                   | 3 novembre 1978                 | Newcastle                       | Regno Unito                     | Newcastle Polytechnic                    |                                 |
| 44                                   | 4 novembre 1978                 | Durham                          | Regno Unito                     | Durham University                        |                                 |
| 45                                   | 5 novembre 1978                 | Dunstable                       | Regno Unito                     | Civic Hall                               |                                 |
| 46                                   | 8 novembre 1978                 | Keele                           | Regno Unito                     | Keele University                         |                                 |
| 47                                   | 9 novembre 1978                 | Hull                            | Regno Unito                     | University of Hull                       |                                 |
| 48                                   | 10 novembre 1978                | York                            | Regno Unito                     | University of York                       |                                 |
| 49                                   | 11 novembre 1978                | Sheffield                       | Regno Unito                     | University of Sheffield                  |                                 |
| 50                                   | 13 novembre 1978                | Birmingham                      | Regno Unito                     | Town Hall                                |                                 |
| 51                                   | 14 novembre 1978                | Leicester                       | Regno Unito                     | University of Leicester                  |                                 |
| 52                                   | 15 novembre 1978                | Manchester                      | Regno Unito                     | University of Manchester                 |                                 |
| 53                                   | 16 novembre 1978                | Leeds                           | Regno Unito                     | Leeds Polytechnic                        |                                 |
| 54                                   | 17 novembre 1978                | Bristol                         | Regno Unito                     | Bristol Polytechnic                      |                                 |
| 55                                   | 18 novembre 1978                | Hitchin                         | Regno Unito                     | College of Education                     |                                 |

## Scaletta

### Scaletta 1
1. Down to the Waterline
2. Six Blade Knife
3. In the Gallery
4. Eastbound Train
5. Water of Love
6. Portobello Belle
7. Wild West End
8. Lions
9. What's the Matter Baby?
10. Me and My Friends
11. Sultans of Swing
12. Real Girl
13. Nadine
14. Southbound Again

### Scaletta 2
1. Down to the Waterline
2. Six Blade Knife
3. Water of Love
4. Once Upon a Time in the West
5. Lady Writer
6. In the Gallery
7. Wild West End
8. What's the Matter Baby?
9. Lions
10. Sultans of Swing
11. Wild West End
12. Eastbound Train
13. Southbound Again

### Scaletta 3
1. Down to the Waterline
2. Six Blade Knife
3. Once Upon a Time in the West
4. Lady Writer
5. Single Handed Sailor
6. Water of Love
7. In the Gallery
8. Follow Me Home
9. News
10. What's the Matter Baby?
11. Lions
12. Sultans of Swing